# Đại học công Feira de Santana
Đại học bang Feira de Santana (UEFS) là một tổ chức giáo dục đại học công lập ở Brazil, có trụ sở tại thành phố Feira de Santana, Bahia. Cho đến những năm 1990, đây là trường đại học duy nhất ở thành phố này.
Hiện nay, trường có 27 tốt nghiệp khóa học, cung cấp 765 suất của năm cho mức độ 3, với trung bình 17,85 người tranh một suất vào học.